# Сотрясение мозга
Сотрясе́ние мо́зга — лёгкая форма черепно-мозговой травмы с кратковременной потерей сознания (острое кратковременное нарушение функций головного мозга). Патоморфологические изменения могут быть выявлены лишь на клеточном и субклеточном уровнях.

## Клиническая картина
Потеря сознания длительностью до 5 минут. В некоторых[каких?] источниках указывают, что потеря сознания может продолжаться более 5 минут, однако такие случаи редки.
После возвращения сознания больные могут жаловаться на головную боль, головокружение, тошноту, часто — рвоту, шум в ушах, потливость, нарушение сна. Жизненно важные функции без значимых отклонений. В неврологическом статусе можно отметить преходящие микросимптомы (рефлекс Бабинского, нистагм, преходящая анизорефлексия). Общее состояние обычно улучшается в течение первых, реже — вторых суток после травмы.

## Диагностика
Диагноз ставят на основе клинической картины: 1) наличие факта удара по голове или головой, и 2) кратковременная потеря сознания не более 5 минут. Повреждений костей черепа нет, хотя наличие трещины в костях не отвергает сотрясение головного мозга. Давление ликвора и его состав остается без изменений. При КТ и МРТ отклонения в состоянии вещества мозга и ликворных пространств не обнаруживается.

## Патогенез
Травмы и контузии сопровождаются сотрясением всей мозговой ткани, поэтому в начале обычно наблюдается диффузное нарушение функций головного мозга (обморок), а затем, через несколько минут или часов, общие явления ослабевают, и в том или ином участке мозга остаются лишь симптомы очаговых нарушений.
Риск сильного сотрясения мозга заметно возрастает в тех случаях, когда удар по голове или по шлему (каске) не центральный (вызывающий лишь линейное ускорение), а такой, который вызывает одновременно и поворот. При ударах, вызывающих чисто линейное ускорение, травмирование часто происходит лишь тогда, когда удар настолько сильный, что происходит разрушение костей. Мозг, как вода, практически несжимаем, и при линейных ускорениях взаимного перемещения его частей друг относительно друга не происходит. В результате такое воздействие часто не приводит к серьёзным травмам.
Eсли возникает и угловое ускорение, то ситуация резко изменяется. Вращательное движение головы стремится увлечь за собой периферийные части головного мозга, а они, и центральная часть мозга, по инерции стремятся остаться неподвижными. Части мозга стремятся сместиться и относительно неровной внутренней поверхности черепа, и друг относительно друга, что значительно увеличивает опасность. Стремление сместиться создаёт касательные напряжения, которые создают риск разрывов тканей, нервов и сосудов, и соответственно опасность диффузного аксонального повреждения центральной нервной системы. Обычная подвеска касок не уменьшает передачу вращательного движения на голову, что увеличивает риск. Разработаны новые СИЗ головы: если удар стремится вращать каску, подвеска позволяет ей повернуться относительно головы (в некоторой степени), что ослабляет передаваемые голове «вращающие» силы (подобно тому, как линейное смещение оболочки каски относительно подвески ослабляет прямой удар).

## Лечение
Все пострадавшие с сотрясением головного мозга, даже если травма с самого начала представляется лёгкой, подлежат транспортировке в дежурный стационар, где для уточнения диагноза показано выполнение рентгенографии костей черепа, для более точной диагностики при наличии оборудования может быть проведена компьютерная или магнитно-резонансная томография головного мозга. Компьютерная томография при сотрясении головного мозга поможет оценить состояние всех костных структур черепной коробки и ответить на вопрос, есть ли черепные трещины и переломы в результате удара. Также компьютерная томография четко покажет угрозу возникновения кровоизлияния, если сосуды головы были повреждены при сотрясении. Магнитно-резонансная томография после сотрясения головного мозга даст исчерпывающую информацию о состоянии вещества головного мозга и сосудистого русла. Она также будет использоваться доктором как ежегодная контрольная форма обследования, чтобы наблюдать за состоянием головного мозга после травмы.
Пострадавшие в остром периоде травмы должны лечиться в нейрохирургическом отделении. Пациентам с сотрясением мозга предписывают постельный режим на 5 суток, который затем, с учётом особенностей клинического течения, постепенно расширяют. При отсутствии осложнений возможна выписка из стационара на 7-е — 10-е сутки на амбулаторное лечение длительностью до 2 недель.
Медикаментозное лечение при сотрясении головного мозга направлено на снятие головной боли, беспокойства, бессонницы.
Обычно спектр назначаемых при поступлении препаратов включает анальгетики, седативные и снотворные препараты. При выборе болеутоляющих (анальгин, пенталгин, баралгин, седалгин, максиган и других) подбирают наиболее эффективный у данного больного препарат. Могут использоваться седативные средства (в случае угрозы самоповреждения пациента, при нарушении сна); используют также настои трав (валериана, пустырник), препараты, содержащие фенобарбитал (корвалол, валокордин), беллатаминал, а также транквилизаторы (элениум, сибазон, феназепам, нозепам, рудотель и другие). Сосудистые, витаминные и ноотропные препараты не показаны.
Сотрясение головного мозга никогда не сопровождается какими-либо органическими поражениями. В случае если обнаружены какие-то посттравматические изменения на компьютерной либо магнитно-резонансной томограмме, необходимо говорить о более серьёзной травме — ушибе головного мозга.